# Castello di Salder
Il castello di Salder (in tedesco Schloss Salder) è un edificio situato a Salder, un villaggio del comune di Salzgitter, in Bassa Sassonia. Si tratta di una dimora signorile in stile rinascimentale del Weser.

## Storia
Fu costruito nel 1608 per i signori di Saldern dal capomastro Paul Francke, su ordine del principe David Sachses di Wolfenbüttel.
Nel 1695, l'erede al trono Augusto Guglielmo di Brunswick-Lüneburg acquistò il complesso e vi fece eseguire importanti lavori di restauro.
Dal 1962 ospita il museo cittadino di Salzgitter. I temi principali dell'esposizione sono la geologia, la preistoria e la protostoria, nonché la storia della città e dei 31 villaggi del distretto di Salzgitter dal periodo barocco al XX secolo. Nella sezione intitolata "Dal minerale all'acciaio" (in tedescoVom Erz zum Stahl) sono esposti vari modelli, tra cui uno della fonderia di ferro Gebrüder Schreitel.